# Dimocarpus
Dimocarpus is een geslacht uit de zeepboomfamilie (Sapindaceae). 
The Plant List erkent acht soorten. Volgens de Flora of China bestaat het geslacht uit circa zeven soorten die voorkomen in Zuid- en Zuidoost-Azië van Sri Lanka en India tot in Oost-Maleisië. Ook is het geslacht in Australië vertegenwoordigd. Vier soorten komen voor in China, waarvan een endemisch. Het zijn struiken en bomen.    
De longan (Dimocarpus longan) is bekend vanwege eetbare vruchten.